# Marathon van Amsterdam 1983

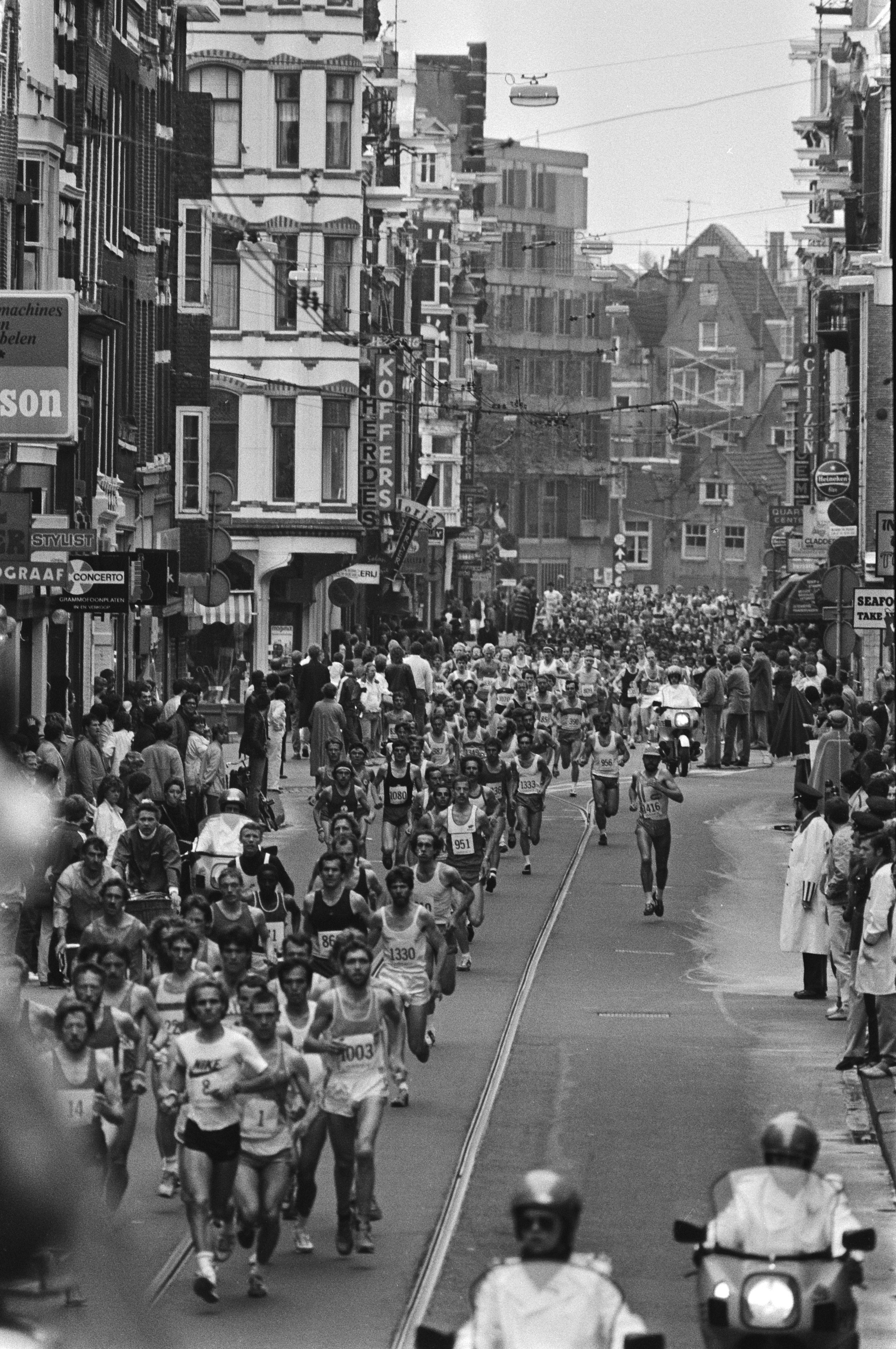
Kopgroep door de straten Amsterdam-Centrum.

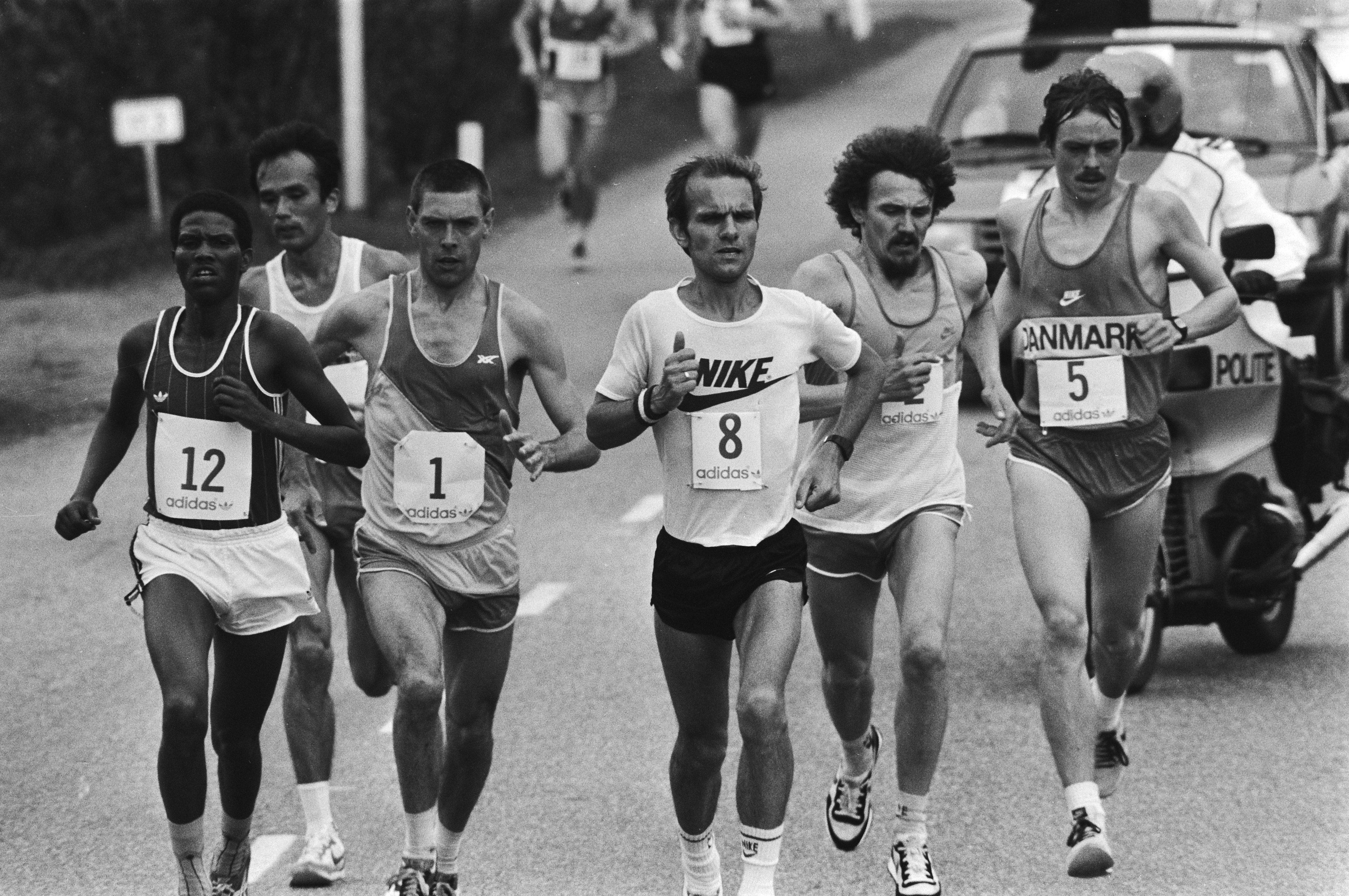
Kopgroep onderweg in 1983.

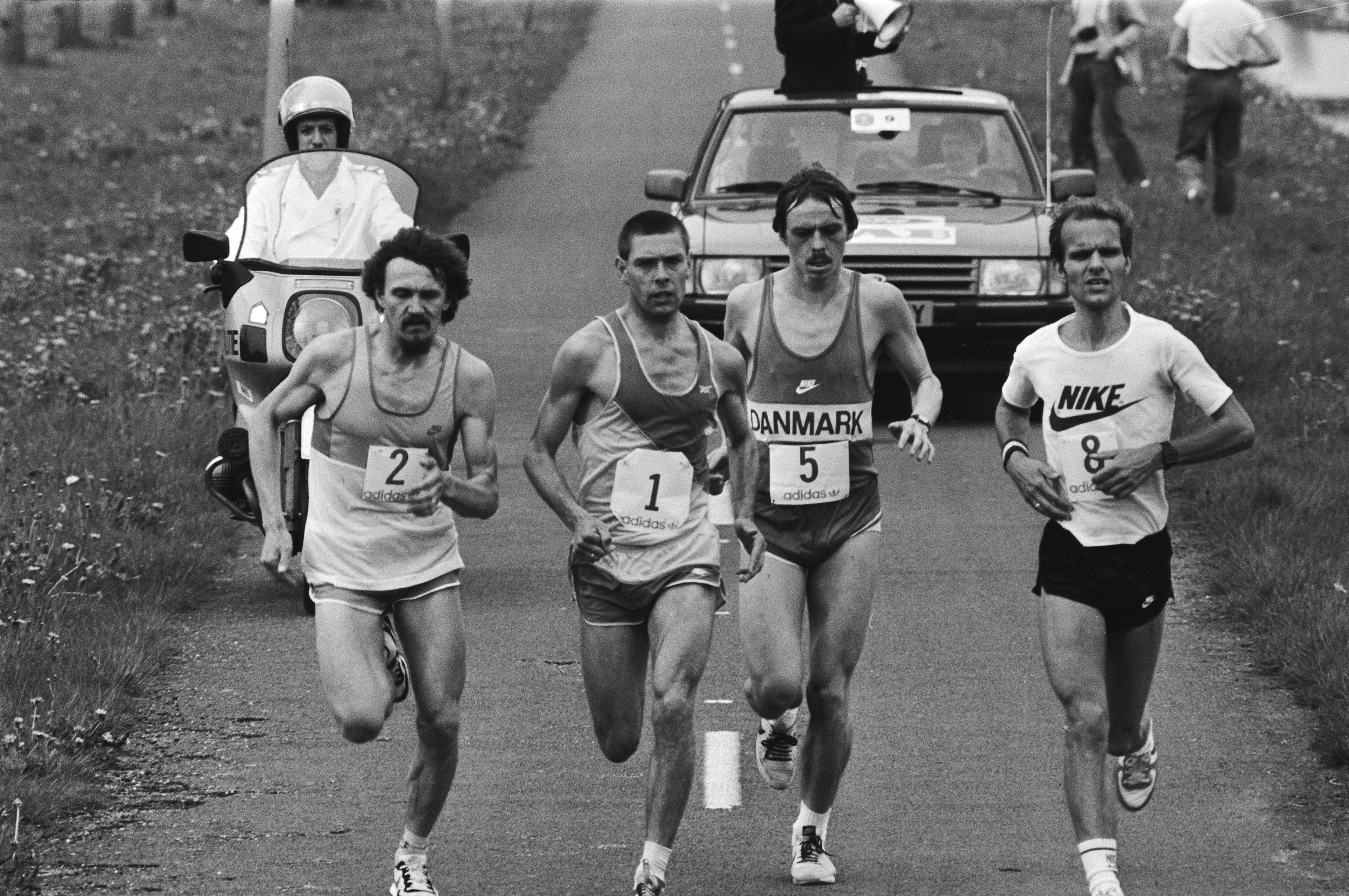
Kopgroep wat later in de wedstrijd

De marathon van Amsterdam 1983 werd gelopen op zaterdag 7 mei 1983. Het was de achtste editie van deze marathon. Het evenement werd georganiseerd door de gezamenlijke Amsterdamse Atletiek Verenigingen (AAV).
De Nederlander Cor Vriend kwam als eerste over de streep in 2:13.41. Dit was zijn tweede overwinning in Amsterdam. Ditmaal had hij een zware laatste 500 m en kampte met flinke pijnscheuten. Hij verloor hierbij veel tijd. Met zijn finishtijd miste hij ook de limiet van 2:13.00 om zich te kwalificeren voor de wereldkampioenschappen van 1983 in Helsinki.
De eerst aankomende dame was de Hongaarse Antonia Ladanyne met een finishtijd van 2:43.57.

## Uitslagen

### Mannen
| rang   | naam                  | land | tijd    |
| ------ | --------------------- | ---- | ------- |
| Goud   | Cor Vriend            | NED  | 2:13.41 |
| Zilver | José Reveyn           | BEL  | 2:14.32 |
| Brons  | Johan Geirnaert       | BEL  | 2:15.07 |
| 4      | Svend-Erik Kristensen | DEN  | 2:16.08 |
| 5      | Albert van Campfort   | BEL  | 2:21.09 |
| 6      | Max van Wersch        | USA  | 2:21.22 |
| 7      | Sandor Szendrei       | HUN  | 2:21.33 |
| 8      | Wim Zegers            | NED  | 2:21.40 |
| 9      | Harrie Driessen       | NED  | 2:21.52 |
| 10     | Jan van Laarhoven     | NED  | 2:22.04 |

### Vrouwen
| rang   | naam                          | land | tijd       |
| ------ | ----------------------------- | ---- | ---------- |
| Goud   | Antonia Ladanyne              | HUN  | 2:43.57    |
| Zilver | Nancy Rehrer                  | USA  | 2:50.42    |
| Brons  | Mieke Klein                   | NED  | 2:51.25    |
| 4      | Joke van Gerven-van der Stelt | NED  | circa 2:52 |
| 5      | Brita Soerensen               | DEN  | onbekend   |
| 6      | Karin van den Berg            | NED  | onbekend   |
| 7      | Gerrie Timmermans             | NED  | 2:53.59    |

1975 ·
1976 ·
1977 ·
1978 ·
1979 ·
1980 ·
1981 ·
1982 ·
1983 ·
1984 ·
1985 ·
1986 ·
1987 ·
1988 ·
1989 ·
1990 ·
1991 ·
1992 ·
1993 ·
1994 ·
1995 ·
1996 ·
1997 ·
1998 ·
1999 ·
2000 ·
2001 ·
2002 ·
2003 ·
2004 ·
2005 ·
2006 ·
2007 ·
2008 ·
2009 ·
2010 ·
2011 ·
2012 ·
2013 ·
2014 ·
2015 ·
2016 ·
2017 ·
2018 ·
2019 ·
2020 ·
2021 ·
2022 ·
2023 ·
2024 ·
2025